# Dieses Sommergefühl
Dieses Sommergefühl (Originaltitel: Ce sentiment de l’été) ist ein deutsch-französisches Filmdrama von Mikhaël Hers aus dem Jahr 2015. Die Hauptrollen übernahmen Anders Danielsen Lie und Judith Chemla.

## Handlung
Mitten im Hochsommer verstirbt plötzlich die 30-jährige Sasha. Obschon vorher einander relativ unbekannt, kommen ihr Verlobter Lawrence und ihre Schwester Zoé einander darauf näher. Sie teilen so gut sie können den Schmerz und die Belastung der Abwesenheit, wobei sich die Handlung zwischen Berlin, Paris und New York City abspielt. Drei Sommer in drei Städten zeigen sodann ihre Rückkehr ans Licht auf, die immer von der Erinnerung an die geliebte Person getragen wird.

## Produktion
Dieses Sommergefühl war nach Memory Lane der zweite Langfilm, bei dem Mikhaël Hers Regie führte. Der Film wurde in Paris, Annecy, Berlin (Prenzlauer Berg, Berlin-Kreuzberg) und New York City (Williamsburg) gedreht. Die Kostüme schuf Caroline Spieth, die Filmbauten stammen von Sidney Dubois.
Der Film erlebte am 11. Oktober 2015 auf dem Festival du film indépendant de Bordeaux seine Uraufführung und lief am 17. Februar 2016 in den französischen Kinos an. Am 27. Juni 2016 lief der Film auf dem Filmfest München und kam am 3. November 2016 in die deutschen Kinos.

## Synchronisation
| Rolle    | Darsteller         | Synchronsprecher   |
| -------- | ------------------ | ------------------ |
| Adélaïde | Marie Rivière      | Monica Bielenstein |
| Faris    | Jean-Pierre Kalfon | Jan Spitzer        |
| Vladimir | Féodor Atkine      | Jürgen Kluckert    |

## Kritik
In Frankreich wurde das Werk überwiegend positiv rezipiert, so schrieb das Nachrichtenmagazin L’Obs, es passiere zwar nichts Aufregendes, jedoch „passe alles in diesem schönen Film über Verlust, in dem die Lebenden unter der Sonne wie getriebene Schatten unter der Sonne umherirren, wo das Glück Unschlüssigkeit und die Schönheit menschenleerer Großstädte Trost bedeutet“. Les Inrocks bemerkten, es sei sehr sanftes Kino, aber sanft „wie die Wellen, die letztlich den Fels schleifen“. Zudem wurde Hers’ gewaltlose Darstellung unserer unendlichen Traurigkeit hervorgehoben, die einen Fluss an Emotionen hervorrufe, deren Herkunft man nicht einmal kenne, wenn es nicht die Vergangenheit sei.

## Auszeichnungen
Auf dem Filmfestival IndieLisboa wurde Diese Sommergefühl 2016 für den Grand Prize City of Lisbon nominiert. Auf dem International Film Festival Rotterdam war der Film 2016 für den Big Screen Award und den MovieZone Award nominiert.